# Cecilia (Simon & Garfunkel)
"Cecilia" is een nummer van het Amerikaanse duo Simon & Garfunkel. Het nummer verscheen op hun album Bridge over Troubled Water uit 1970. Op 20 april van dat jaar werd het nummer uitgebracht als de derde single van het album.

## Achtergrond
"Cecilia" is geschreven door Paul Simon en kwam tot stand na een feest waar Simon en Art Garfunkel aanwezig waren. De percussie van het nummer ontstond toen Simon, Garfunkel en Simons jongere broer Eddie tikkend op hun benen, handenklappend en slaand op een gitaar koffer ritmisch aan het jammen waren. Dit namen zij voor de lol op met behulp van een bandrecorder. Hierbij konden ze het liveritme en de delay (slapback-echo) op het nummer synchroon laten klinken. Een vriend speelde mee op gitaar.
Simon luisterde later de eerste opname van "Cecilia" terug. Hij vond in de opname een deel van een minuut, waarvan hij vond dat het een goede groove had. Met producer Roy Halee maakte hij een loop van deze sectie. Simon gebruikte die als basis om vervolgens het lied en de akkoorden op te schrijven. Overige elementen van het nummer werden later opgenomen in de studio van platenmaatschappij Columbia Records. Het duo sloeg met drumstokken op de parketvloer en Simon speelde willekeurige noten op een xylofoon. Deze elementen werden zo in de uiteindelijke versie verwerkt zodat men niet kon horen of deze correct gespeeld werden. The Wrecking Crew-lid Hal Blaine speelde de drums op het nummer.
De regel "making love in the afternoon" (de liefde bedrijven in de middag) was een van de meest expliciete tekstregels die Simon tot dan toe had geschreven. In 2008 vroeg talkshowhost Stephen Colbert aan Simon waarom de verteller van het nummer zijn gezicht ging wassen na het bedrijven van de liefde. Simon antwoordde: "Nou, het waren de jaren '60, dus ik weet het niet meer". In de documentaire The Harmony Game uit 2011 vertelde hij over een veteraan die tijdens de succesperiode van het nummer net was teruggekeerd uit de Vietnamoorlog. De man vertelde aan Simon dat de soldaten het nummer hoorden en het zagen als een teken van de veranderende gewoonten van de Verenigde Staten.
Simon suggereerde dat het titelkarakter uit "Cecilia" refereert aan St. Cecilia, de patrones van muziek, instrumentenmakers en zangers binnen de katholieke kerk. De tekst van het nummer gaat over een man wiens geliefde hem zowel angst als gejubel geeft; zo ligt er een andere man naast zijn geliefde in bed terwijl hij zijn gezicht aan het wassen is. Simon noemde St. Cecilia tijdens zijn solocarrière nogmaals in het nummer "The Coast", afkomstig van het album The Rhythm of the Saints uit 1990.
Simon & Garfunkel wilden "Cecilia" uitbrengen als de eerste officiële single van Bridge over Troubled Water na een vroege uitgave van "The Boxer" in april 1969. Clive Davis, voorzitter van Columbia Records, overtuigde het duo om uiteindelijk het titelnummer uit te brengen als eerste single. Toen "Cecilia" alsnog als single verscheen, werd het een wereldwijde hit. In de Verenigde Staten kwam het tot de vierde plaats in de Billboard Hot 100. Ook in Canada, Duitsland, Spanje en Zwitserland werd het een top 3-hit. In Nederland werd de tweede plaats behaald in de Top 40, terwijl het in de Hilversum 3 Top 30 een nummer 1-hit werd. In Vlaanderen bereikte het nummer de derde plaats in de BRT Top 30. Vreemd genoeg werd het geen hit in het Verenigd Koninkrijk, ondanks dat de voorgaande single "Bridge over Troubled Water" de nummer 1-positie bereikte.

## Covers
"Cecilia" is meerdere malen gecoverd. In Nederland bereikte het duo John & Anne Ryder de Top 40 en de Hilversum 3 Top 30 met hun versie van het nummer; opvallend genoeg gebeurde dit enkele weken voordat Simon & Garfunkel met hun versie in de lijsten terechtkwamen. In 1996 bereikte Madness-zanger Suggs met zijn versie, een samenwerking met het raggaduo Louchie Lou & Michie One, de vierde plaats in het Verenigd Koninkrijk; zijn meest succesvolle solohit in zijn thuisland. Andere covers van het nummer zijn afkomstig van onder anderen Joe Dassin, Harmony Grass en Smokey Robinson & The Miracles. Daarnaast is het gesampled door Faith No More (in "Midlife Crisis" uit 1992) en The Vamps met Shawn Mendes (in "Oh Cecilia (Breaking My Heart)" uit 2014). Ace of Base bracht in 1998 een vervolg uit op het nummer, eveneens "Cecilia" getiteld.

## Hitnoteringen

### Simon & Garfunkel

#### Nederlandse Top 40
| Hitnotering: 09-05-1970 t/m 18-07-1970 | Hitnotering: 09-05-1970 t/m 18-07-1970 | Hitnotering: 09-05-1970 t/m 18-07-1970 | Hitnotering: 09-05-1970 t/m 18-07-1970 | Hitnotering: 09-05-1970 t/m 18-07-1970 | Hitnotering: 09-05-1970 t/m 18-07-1970 | Hitnotering: 09-05-1970 t/m 18-07-1970 | Hitnotering: 09-05-1970 t/m 18-07-1970 | Hitnotering: 09-05-1970 t/m 18-07-1970 | Hitnotering: 09-05-1970 t/m 18-07-1970 | Hitnotering: 09-05-1970 t/m 18-07-1970 | Hitnotering: 09-05-1970 t/m 18-07-1970 | Hitnotering: 09-05-1970 t/m 18-07-1970 |
| Week                                   | 1                                      | 2                                      | 3                                      | 4                                      | 5                                      | 6                                      | 7                                      | 8                                      | 9                                      | 10                                     | 11                                     |                                        |
| -------------------------------------- | -------------------------------------- | -------------------------------------- | -------------------------------------- | -------------------------------------- | -------------------------------------- | -------------------------------------- | -------------------------------------- | -------------------------------------- | -------------------------------------- | -------------------------------------- | -------------------------------------- | -------------------------------------- |
| Positie                                | 12                                     | 3                                      | 2                                      | 2                                      | 3                                      | 4                                      | 7                                      | 12                                     | 15                                     | 21                                     | 36                                     | uit                                    |

#### Hilversum 3 Top 30
| Hitnotering: 09-05-1970 t/m 11-07-1970 | Hitnotering: 09-05-1970 t/m 11-07-1970 | Hitnotering: 09-05-1970 t/m 11-07-1970 | Hitnotering: 09-05-1970 t/m 11-07-1970 | Hitnotering: 09-05-1970 t/m 11-07-1970 | Hitnotering: 09-05-1970 t/m 11-07-1970 | Hitnotering: 09-05-1970 t/m 11-07-1970 | Hitnotering: 09-05-1970 t/m 11-07-1970 | Hitnotering: 09-05-1970 t/m 11-07-1970 | Hitnotering: 09-05-1970 t/m 11-07-1970 | Hitnotering: 09-05-1970 t/m 11-07-1970 | Hitnotering: 09-05-1970 t/m 11-07-1970 |
| Week                                   | 1                                      | 2                                      | 3                                      | 4                                      | 5                                      | 6                                      | 7                                      | 8                                      | 9                                      | 10                                     |                                        |
| -------------------------------------- | -------------------------------------- | -------------------------------------- | -------------------------------------- | -------------------------------------- | -------------------------------------- | -------------------------------------- | -------------------------------------- | -------------------------------------- | -------------------------------------- | -------------------------------------- | -------------------------------------- |
| Positie                                | 19                                     | 4                                      | 1                                      | 2                                      | 3                                      | 4                                      | 9                                      | 16                                     | 22                                     | 24                                     | uit                                    |

#### NPO Radio 2 Top 2000
| Nummer met noteringen in de NPO Radio 2 Top 2000 | '99 | '00  | '01 | '02  | '03  | '04  | '05  | '06  | '07  | '08  | '09  | '10  | '11  | '12  | '13  | '14  | '15  | '16  | '17  | '18  | '19  | '20  | '21  | '22  | '23  | '24  |
| ------------------------------------------------ | --- | ---- | --- | ---- | ---- | ---- | ---- | ---- | ---- | ---- | ---- | ---- | ---- | ---- | ---- | ---- | ---- | ---- | ---- | ---- | ---- | ---- | ---- | ---- | ---- | ---- |
| Cecilia                                          | 776 | 1311 | 730 | 1206 | 1390 | 1219 | 1011 | 1195 | 1470 | 1220 | 1232 | 1246 | 1167 | 1114 | 1241 | 1396 | 1562 | 1437 | 1470 | 1539 | 1392 | 1038 | 1187 | 1305 | 1519 | 1438 |

1. ↑  Een vetgedrukt getal geeft de hoogste notering aan.

### John & Anne Ryder

#### Nederlandse Top 40
| Hitnotering: 25-04-1970 t/m 09-05-1970 | Hitnotering: 25-04-1970 t/m 09-05-1970 | Hitnotering: 25-04-1970 t/m 09-05-1970 | Hitnotering: 25-04-1970 t/m 09-05-1970 | Hitnotering: 25-04-1970 t/m 09-05-1970 |
| Week                                   | 1                                      | 2                                      | 3                                      |                                        |
| -------------------------------------- | -------------------------------------- | -------------------------------------- | -------------------------------------- | -------------------------------------- |
| Positie                                | 38                                     | 25                                     | 39                                     | uit                                    |

#### Hilversum 3 Top 30
| Hitnotering: 02-05-1970 t/m 09-05-1970 | Hitnotering: 02-05-1970 t/m 09-05-1970 | Hitnotering: 02-05-1970 t/m 09-05-1970 | Hitnotering: 02-05-1970 t/m 09-05-1970 |
| Week                                   | 1                                      | 2                                      |                                        |
| -------------------------------------- | -------------------------------------- | -------------------------------------- | -------------------------------------- |
| Positie                                | 24                                     | 29                                     | uit                                    |